# Кандідоні
Кандідоні (італ. Candidoni, сиц. Candidoni) — муніципалітет в Італії, у регіоні Калабрія,  метрополійне місто Реджо-Калабрія‎.
Кандідоні розташоване на відстані близько 490 км на південний схід від Рима, 65 км на південний захід від Катандзаро, 60 км на північний схід від Реджо-Калабрії.
Населення — 409 осіб (2014).
Щорічний фестиваль відбувається 6 грудня. Покровитель — святий Миколай.

## Демографія
Населення за роками:

Станом на 1 січня 2023 року в муніципалітеті офіційно проживало 25 іноземців з 10 країн, серед них 7 громадян країн Євросоюзу та 6 громадян України.

## Сусідні муніципалітети
- Лауреана-ді-Боррелло
- Лімбаді
- Мілето
- Нікотера
- Розарно
- Сан-Калоджеро
- Серрата